# Staatspokal von Paraíba
Der Staatspokal von Paraíba (offiziell: Copa Paraíba de Futebol) war der Fußballverbandspokal des Bundesstaates Paraíba in Brasilien. Er wurde von 2006 bis 2012 vom Landesverband der Federação Paraibana de Futebol (FPF) ausgerichtet.
Die Erstausgabe war noch ein Turnier für U-21 Mannschaften. Ab 2008 belegte der Gewinner des Pokals einen von zwei Startplätzen im Copa do Brasil für das Folgejahr.

## Pokalhistorie
| Saison | Pokalsieger       | Ergebnis    | Finalist         | Teilnehmer |
| ------ | ----------------- | ----------- | ---------------- | ---------- |
| 2012   | CS Paraibano      | 2:1 1:1     | Botafogo FC (PB) | 3          |
| 2011   | Auto EC (PB)      | 0:1 3:1     | FC Treze         | 4          |
| 2010   | Botafogo FC (PB)  | 1:1         | CS Paraibano     | 5          |
| 2009   | FC Treze          | 1:1 1:0     | Botafogo FC (PB) | 5          |
| 2008   | Nacional AC (PB)  | kein Finale | FC Treze         | 5          |
| 2007   | nicht ausgetragen |             |                  |            |
| 2006   | Campinense Clube  |             | Botafogo FC (PB) |            |